# نيسرية مصفرة
نيسرية مصفرة (الاسم العلمي:Neisseria flavescens) هي نوع من البكتيريا تتبع جنس النيسرية من فصيلة نظيرات النيسرية.